# 雅各宾 (杂志)
《雅各宾》（英語：Jacobin）是一份总部设在美国纽约的美国社会主义杂志，该份杂志刊载政治、经济学及文化相关的文章。截止2021年，《雅各宾》的发行量达每期7万5千份，每月约有3百万读者阅读这份刊物的电子版。

## 历史
《雅各宾》于2010年9月开始发行电子版，此后不久开始发行纸质版。创刊人巴斯卡尔·桑卡拉将《雅各宾》描述为一份激进出版物，“主要面向不太受冷战范式束缚的年轻一代，而冷战范式今日仍然束缚着像《异见》和《新政治》这样的老左派刊物。我们今天需要面对20世纪老左派实践中产生的问题，而不仅仅是把他们放在桌子上讨论一番”。
2014年，桑卡拉称这份杂志的目的是创造一个能将坚定的社会主义政治与《国家》和《新共和》这类杂志所具有的亲和力相结合的杂志，他也将《雅各宾》与国际社会主义组织的《社会主义工人报》和《国际社会主义评论》以及一些更小的左派团体面向党员和革命社会主义者的出版物进行了对比，在寻求比这些刊物更广泛的受众的同时，他希望仍将杂志固定在马克思主义的角度。在2018年的一场采访中，桑卡拉称他打算让《雅各宾》在当代左翼中发挥类似于《國家評論》在战后右翼中发挥的作用，即“将人们凝聚在一套思想周围，并以其与主流的自由主义交互”。
随着伯尼·桑德斯于2016年宣布参与竞选美国总统带来的对左派思想的关注，《雅各宾》的知名度不断提升，订阅量从2015年夏天的1万份增至2017年第一期的3.2万份，其中有1.6万份新订阅是在唐納·川普当选后的两个月内增加的。
2016年下半年《雅各宾》杂志的编辑团队宣布成立工会，成立之初总计包括7名成员。一位副编辑、工会的联合主席解释说，《雅各宾》杂志直到最近才有足够的全职成员来支持工会的成立。
2017年春，《雅各宾》宣布开办一份具备同行评审的期刊，该份期刊被命名为《催化剂：理论与战略期刊》（Catalyst: A Journal of Theory and Strategy）。2020年，期刊宣布订阅者达到5千名。今日，该份期刊的编辑组为包括纽约大学的维维克·齐贝尔在内的一个小编辑团队。
2018年11月，《雅各宾》开始发行意大利语版。桑卡拉将意大利语版的经营模式描述为“典型特许经营模式”，由英语版提供出版和编辑建议，并抽取一小部分收入，但在其他方面给予意大利语版自主权。2019年开始发行巴西葡萄牙语版，2020年开始与曾翻译《雅各宾》的独立媒体《埃达》合作发行德语版，第一期上登载了对凯文·库纳特和格蕾丝·布莱克利的特约采访，同年开始发行西班牙语版（《雅各宾拉丁美洲》 （页面存档备份，存于））。
2020年4月，《雅各宾》宣布开办YouTube频道，该频道的特色为每周由迈克尔·布鲁克斯和安娜·卡斯帕里安负责的周末特别节目。布鲁克斯于同年7月去世。
2020年5月，在伯尼·桑德斯宣布退选后，桑德斯的前顾问、演讲撰稿人戴维·西罗塔以特约编辑身份加入《雅各宾》。同年，《雅各宾》成为进步国际的附属会员。

## 刊名与标志
《雅各宾》杂志的名字取自塞利尔·莱昂内尔·罗伯特·詹姆斯所著的《黑色雅各宾派：杜桑·卢维杜尔与圣多明各革命》一书，詹姆斯在书中认为，相比法国大革命中的雅各宾派，海地革命中的革命者更接近法国大革命的革命理念。保守派宗教期刊《首要事务》曾批评《雅各宾》试图代表杜桑·盧維杜爾，并指出卢维杜尔是一名虔诚的天主教徒，反对在革命后清算之前的奴隶主且曾为种植园制度辩护。
《雅各宾》的创意总监雷米克·福布斯称，该杂志使用的“黑色雅各宾”标志的灵感来自于电影《奎马达政变》中的一个场景，具体指代的是尼加拉瓜民族英雄何塞·多洛雷斯·埃斯特拉达。

## 撰稿人
《雅各宾》杂志的知名撰稿人包括克里斯汀·戈德塞、斯拉沃熱·齊澤克、扬尼斯·瓦鲁法基斯、希拉里·温赖特、卡里姆·阿卜杜勒-贾巴尔、傑瑞米·柯賓、巴勃罗·伊格莱西亚斯·图里翁和喬恩·特里克特。桑卡拉曾称他觉得“我们这里的所有作者都多少具备一点社会主义传统”，同时提到杂志也会刊登理念一致的自由派和社會民主主義者的文章，他對此解释道：“我们可能会发表自由主义者倡导单一支付者医疗卫生系统的文章，因为这相当于他们呼吁对一个部门进行去商品化，而我们相信应该对政府中的一切部门去商品化，这点上这篇文章与我们的理念一致”。桑卡拉还表示他所了解的撰稿人大多35岁以下，其中“有很多研究生、年轻的兼职教授或终身教授。也有相当多的组织者和工会研究人员[……]还有在非政府组织工作的人，以及关注住房权利的人，等等”。

## 意识形态
《雅各宾》最常被描述为一份民主社会主义、社会主义或马克思主义刊物。2013年11月，马克斯·斯特拉瑟在《新政治家》上发表的一篇文章称，《雅各宾》“继承了拉尔夫·米利班德的马克思主义思想的衣钵和类似民主社会主义的脉络”。尼曼新闻基金会的一份发表于2014年9月的文章称《雅各宾》是一份“民主社会主义思想”的期刊。
2013年1月，《纽约时报》刊登了一份简述了桑卡拉身份的文章，同时点评了《雅各宾》出人意料的成功及其与主流自由主义的交互。米歇尔·戈德堡在2013年10月发表于《平板》的一篇文章中称，《雅各宾》是年轻知识分子对马克思主义重燃兴致的结果。曾为《雅各宾》撰文的杰克·布卢姆加特在2016年2月的一份文章中称，《雅各宾》“将基于数据的分析、马克思主义视角的评论以及不敬但易懂的风格相结合，并以此吸引读者”。
2014年发表在《新左翼评论》的一份采访中，桑卡拉列出了一些对《雅各宾》具有一定影响力的人与事，包括被他描述为“被低估的马克思主义思想普及者”的迈克尔·哈灵顿、受到托洛茨基主义影响的拉尔夫·米利班德和利奥·帕尼奇、欧洲共产主义的一些理论著作、以及被他称为“第二国际激进派”的弗拉基米尔·列宁和卡爾·考茨基。
2014年6月8日，《雅各宾》刊登文章揭發人權觀察成員與美國政府官員的關係，質疑此種關係是人權觀察對拉丁美洲左派和右派政府採取差別對待的原因。
2016年4月，诺姆·乔姆斯基称《雅各宾》是“黑暗中的一束亮光”。
吉姆·克里根在2018年3月发表在《工人周报》的一篇文章中特别强调了《雅各宾》的编辑和作者团队与美国民主社会主义者之间的关系，同时将该杂志描述为“最接近美国民主社会主义者左翼的旗舰出版物”，但也不忘强调供稿者立场多样，从“社会民主主义的自由派到公开的革命者”无所不包。这篇文章还提及该杂志编辑立场之间存在一定共性，并将这种共性总结为“强烈反对反共主義”，同时提及该报对美国民主党自行转变为社會民主主義倾向政党所抱持的怀疑态度，而主张成立以群众为基础的独立劳工党。克里根还提到了该杂志对社會黨國際的批评：克里根称，该杂志认为这些政党对于新自由主義緊縮政策负有责任，且该杂志认为北欧模式的社会民主主义道路走不通，资本主义社会的唯一替代品是由激进的劳工运动和社会主义运动斗争所建立的社会主义社会。

## 扩展阅读
- Arrieta-Kenna, Ruairí. . Politico. 2019-12-08  [2019-12-10]. （原始内容存档于2019-12-10）.